# Arens-Michael-Zerlegung
Die Arens-Michael-Zerlegung, benannt nach Richard Arens und Ernest Michael, ist eine mathematische Konstruktion zur Untersuchung von LMC-Algebren. Die Arens-Michael-Zerlegung stellt vollständige LMC-Algebren als projektive Limiten von Banachalgebren dar.

## Konstruktion
Es sei {\displaystyle A} eine LMC-Algebra, das heißt eine topologische Algebra, deren Topologie durch eine gerichtete Familie submultiplikativer Halbnormen {\displaystyle (p_{\alpha })_{\alpha \in I}} gegeben ist, wobei {\displaystyle \alpha \leq \beta } für {\displaystyle p_{\alpha }\geq p_{\beta }} steht. Dann ist {\displaystyle N_{\alpha }:=p_{\alpha }^{-1}(0)\subset A} ein zweiseitiges Ideal und {\displaystyle p_{\alpha }} definiert durch
{\displaystyle {\hat {p}}_{\alpha }(a+N_{\alpha }):=p_{\alpha }(a)}
eine Norm auf der Quotientenalgebra {\displaystyle A/N_{\alpha }}. Die Vervollständigungen der {\displaystyle (A/N_{\alpha },{\hat {p}}_{\alpha })} sind Banachalgebren, die mit {\displaystyle A_{\alpha }} bezeichnet werden.
Für {\displaystyle \alpha \leq \beta } definiert {\displaystyle a+N_{\beta }\mapsto a+N_{\alpha }} einen Algebrenhomomorphismus {\displaystyle f_{\alpha ,\beta }:A_{\beta }\rightarrow A_{\alpha }}.  Mit diesen Abbildungen erhält man eine Einbettung 
{\displaystyle A\rightarrow \lim _{\longleftarrow }A_{\alpha }:=\{(a_{\alpha })_{\alpha };f_{\alpha ,\beta }(a_{\beta })=a_{\alpha }\,\forall \alpha <\beta \}\subset \Pi _{\alpha \in I}A_{\alpha }}
in den projektiven Limes des Systems {\displaystyle (A_{\alpha },f_{\alpha ,\beta })}. Damit ist jede LMC-Algebra eine Unteralgebra eines Produkts von Banachalgebren. Dies nennt man die Arens-Michael-Zerlegung.
Wenn {\displaystyle A} vollständig ist, so ist {\displaystyle A\rightarrow \lim _{\longleftarrow }A_{\alpha }} surjektiv und man erhält das Resultat, dass vollständige LMC-Algebren projektive Limiten von Banachalgebren sind. Vollständige LMC-Algebren nennt man daher auch Arens-Michael-Algebren.

## Anwendungen
Mittels der Darstellung als projektive Limiten von Banachalgebren können manche Ergebnisse aus der Theorie der Banachalgebren auf (vollständige) LMC-Algebren übertragen werden.
Eine typische Anwendung ist das Invertierbarkeitskriterium von Arens. Mit den Bezeichnungen aus obiger Konstruktion ist ein Element {\displaystyle a\in A} aus einer Arens-Michael-Algebra mit Einselement genau dann invertierbar, wenn {\displaystyle a+N_{\alpha }} in jeder Algebra {\displaystyle A_{\alpha }} invertierbar ist.
Weiter kann man mit diesen Methoden zeigen, dass LMC-Algebren eine stetige Inverse haben, das heißt, dass die Abbildung {\displaystyle x\mapsto x^{-1}} auf der Menge der invertierbaren Elemente automatisch stetig ist.